# Šúsaku Hirasawa
Šúsaku Hirasawa (* 5. březen 1949) je bývalý japonský fotbalista.

## Klubová kariéra
Hrával za Hitachi.

## Reprezentační kariéra
Šúsaku Hirasawa odehrál za japonský národní tým v letech 1972–1974 celkem 11 reprezentačních utkání.

## Statistiky
| Japonsko | Japonsko | Japonsko |
| Roky     | Záp.     | Góly     |
| -------- | -------- | -------- |
| 1972     | 2        | 0        |
| 1973     | 4        | 1        |
| 1974     | 5        | 0        |
| Celkem   | 11       | 1        |